# ङ़
Cette page contient des caractères spéciaux ou non latins. S’ils s’affichent mal (▯, ?, etc.), consultez la page d’aide Unicode.
ङ़, appelé nga noukta, est une consonne de l’alphasyllabaire devanagari utilisé dans l’écriture du magar. Elle est formée d’un nga ‹ ङ › et d’un point souscrit.

## Utilisation
En magar, le nga noukta est utilisé pour transcrire une consonne nasale vélaire voisée murmurée /ŋʱ/.

## Représentations informatiques
- décomposé

| formes | représentations | chaînes de caractères | points de code       | descriptions                                                                |
| ------ | --------------- | --------------------- | -------------------- | --------------------------------------------------------------------------- |
| pleine | ङ़               | ङ◌़                    | U+0919 U+093C        | lettre devanagari nga, symbole devanagari noukta                            |
| morte  | ङ़्               | ङ◌़◌्                   | U+0919 U+093C U+094D | lettre devanagari nga, symbole devanagari noukta, symbole devanagari virama |